# Loon (Drenthe)
Loon – wieś w Holandii, w prowincji Drenthe, w gminie Assen. Według spisu ludności z 2004 roku miejscowość zamieszkuje 280 osób.